# Arethusana alphea
Arethusana alphea är en fjärilsart som beskrevs av Warnecke 1918. Arethusana alphea ingår i släktet Arethusana och familjen praktfjärilar. Inga underarter finns listade i Catalogue of Life.